# Остракон

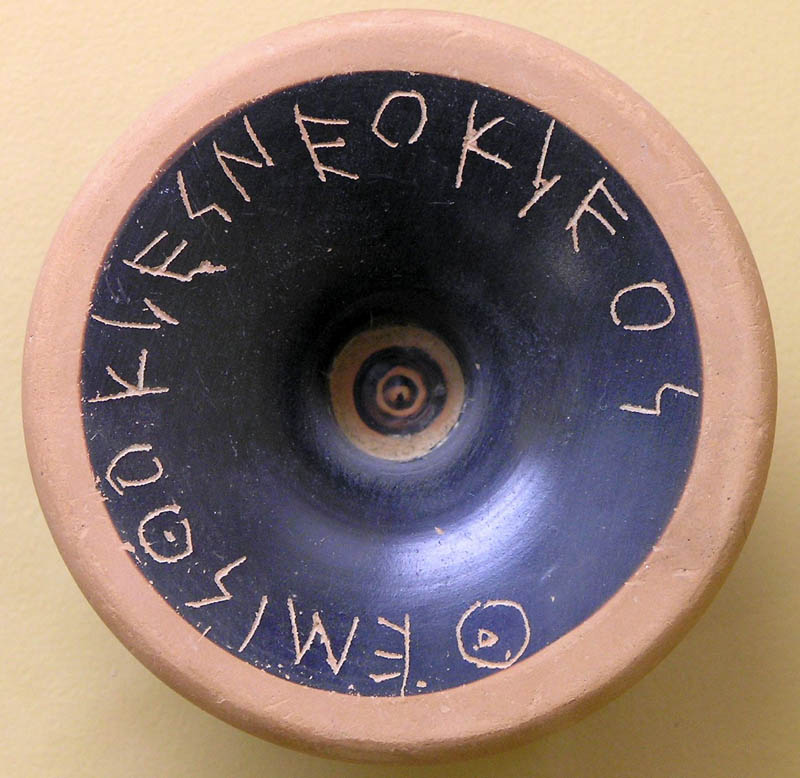
Остракон

Остракон або острак (дав.-гр. τὸ ὄστρακον — глиняний черепок) — черепок глиняної посудини, а також рідше морська раковина, яєчна шкаралупа, уламок вапняку або сланцю.
Остракони дійшли до нас від усіх епох, починаючи з Нового царства до арабської епохи. Серед них багато листів та ділових документів, демотичних, грецьких та коптських.
У Стародавньому Єгипті, через свою доступності в порівнянні з дорогими папірусами, глиняні черепки використовувалися для записів, розрахунків, квитанцій та коротких листів. На остраконах давні учні виконували шкільні домашні завдання. Текст на остраконах писали чорнилом або видряпували. Були знайдені цілі архіви остраконів (наприклад, «Архів Никанора»).
У Стародавній Греції, зокрема в Афінах, остракони використовувалися для голосування в процедурі остракізму і тому є цінним джерелом знань не тільки повсякденного, але й політичного життя.
Остракони вивчає наука папірологія. Колекціонування остраконів відноситься до баллотіки.

## Цікаві факти
Археології відомі тільки два випадки великих знахідок остраконів у Єгипті:
- У робочому поселенні Дейр-ель-Медіне, що існувало у Стародавньому Єгипті неподалік від знаменитої Долини Царів у Луксорі (місто на східному березі р. Нілу на півдні Єгипту);
- на розкопках у стародавньому м. Атрібісі[5].